# Limnephilus ornatulus
Limnephilus ornatulus là một loài Trichoptera trong họ Limnephilidae. Chúng phân bố ở miền Cổ bắc.